# Bruno Dossena
Bruno Dossena, chiamato anche, scherzosamente, Bruno Boogie o, scritto all'italiana, Bruno Bughi (dal boogie-woogie) (Milano, 1926 – Cavenago di Brianza, 4 aprile 1958), è stato un ballerino e coreografo italiano, campione del mondo di be bop e rock and roll, in coppia con Marisa Oriani, nel 1955 e 1957 a Lione, in Francia. Marisa Oriani è mancata a Milano nel 2013..

## Biografia

Bruno Dossena a Lascia o raddoppia? (1956)

### Il ballo, le vittorie e la popolarità televisiva
Il padre Aldo, tenente colonnello d'artiglieria, combatté a El Alamein ricevendo due decorazioni al valore, la madre morì quando il figlio non aveva ancora due anni. Bruno, di carattere buono e generoso, dopo aver ottenuto buoni risultati nello studio (al ginnasio aveva la media del sette), lasciò la facoltà di legge per dedicarsi alla sua passione, il ballo: vinse nel 1946 il campionato milanese di boogie woogie e, oltre a 38 trofei dal 1946 al 1951, vinse due campionati del mondo di be bop e rock and roll, nel 1955 e 1957, a Lione, in Francia, in coppia con Marisa Oriani, sua partner nel ballo e nella vita. Era solito esibirsi nelle sale da ballo della sua Milano e del Norditalia, accompagnato non solo da Marisa ma talvolta anche da una squadra di ballerini.
Nel 1956 ottenne una grande notorietà partecipando a Lascia o raddoppia?, dove si presentò per la geografia, sua seconda passione. Pur non vincendo la finale ottenne un'automobile come premio di consolazione, nonché un appartamento offerto da alcuni suoi fan.

### Il primo festival del Rock and Roll e Danze Jazz
Nella seconda metà degli anni cinquanta le nuove musiche e i nuovi balli, provenienti perlopiù da oltreoceano, si stavano prepotentemente imponendo come i favoriti di tutta una generazione di giovani e anche i giornali e i cinegiornali avevano dovuto interessarsene; sull'onda di questo stravolgimento musicale e culturale, nel 1957 Bruno Dossena, con la collaborazione di un altro noto ballerino dell'epoca, Umberto Gallone, ebbe l'idea di organizzare, tramite la loro federazione, la Federazione Internazionale Danze Jazz, il "1º festival del Rock and Roll e Danze Jazz" in Italia, per la sera di sabato 18 maggio al Palazzo del Ghiaccio di Milano, in via Giovanni Battista Piranesi.

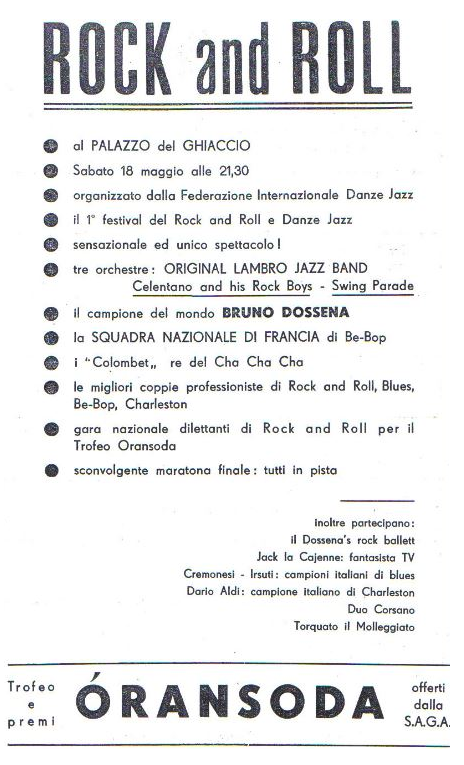
Manifesto de "il 1º festival del Rock and Roll e Danze Jazz", organizzato da Bruno Dossena

Si trattava di un'esibizione di coppie e squadre di ballerini professionisti con in parallelo un trofeo nazionale a iscrizione libera per coppie di ballerini dilettanti, il "Trofeo Oransoda" (la nota bevanda era lo sponsor) e con al termine una "sconvolgente maratona finale: tutti in pista", il tutto accompagnato dalla musica di tre orchestre: l'allora celebre "Original Lambro Jazz Band", la "Celentano and his Rock Boys" e la "Swing Parade". Il festival, con accesso a prezzi popolari, aveva alla conduzione Piero Pelissi e, nelle intenzioni, avrebbe dovuto essere animato dal "fantasista TV" Jack La Cayenne, noto anche come Torquato il Molleggiato; Bruno Dossena aveva chiamato l'amico Adriano Celentano, conosciuto dopo averlo visto al club Santa Tecla, dove era solito esibirsi con grande successo, come unico cantante del festival, in quanto unico artista fino a quel momento a esibirsi cantando prettamente rock nella città meneghina; Celentano per l'occasione reclutò una band, chiamandola semplicemente "Rock Boys"; fra i vari chitarristi della band vi erano un giovane studente di medicina di nome Enzo Jannacci (anche se reclutato come pianista) e Ico Cerutti.
Al Palazzo del Ghiaccio accorse un ingentissimo numero di giovani, all'incirca settemila; a causa della folla, impossibile per le dimensioni del Palazzo e ciò nonostante sempre crescente, già prima dell'inizio previsto (le 21:30) dovette intervenire un numeroso contingente di polizia che sbarrò gli ingressi, lasciando all'interno circa duemila persone e lasciandone fuori circa cinquemila; persino alcuni membri della giuria, alcuni dilettanti in gara e alcuni artisti, tra cui l'orchestra Swing Parade e Torquato il Molleggiato, uscito a prendere un caffè, non poterono più entrare o rientrare; persino i trofei per i dilettanti rimasero fuori, e andarono dispersi; Enzo Jannacci, uscito per il caffè con Torquato, riuscì invece a rientrare e ad esibirsi con i Rock Boys. Dopo atti vandalici soprattutto verso le automobili parcheggiate, dopo tafferugli, lunghe attese e inquietudini, dopo addirittura la defezione di svariati membri di una processione guidata nelle vicinanze del Palazzo del Ghiaccio dall'Arcivescovo Giovanni Battista Montini (il futuro Paolo VI, che interverrà indignato dalle pagine del Corriere della Sera), per accorrere attirati dal trambusto del festival e dopo un falso rinvio alla serata seguente a scopo di diminuire la folla, alle 23.30, con due ore di ritardo, "Celentano and his Rock Boys" salirono sul palco e dettero inizio allo spettacolo, con celebri pezzi rock cantati in un personalissimo inglese. Anche Bruno Dossena, chiamato dal pubblico a gran voce, si esibì al festival, con la sua partner e il "Dossena's rock ballett" nella parte dello spettacolo riservata ai professionisti.
Il "1º festival del Rock and Roll e Danze Jazz" durò soltanto un'ora e mezza circa, ma la notte tra il 18 e il 19 maggio 1957, ideata e organizzata da Dossena e Gallone, viene tuttora considerata la data di nascita del rock and roll in Italia.
A fine serata, uscendo dal Palazzo del Ghiaccio, Celentano venne assalito da svariati membri del pubblico che, ancora in preda all'eccitazione, gli strapparono i vestiti di dosso; ciò dette inizio al difficile rapporto di Adriano con le folle. In ogni caso per il diciannovenne Adriano Celentano, che catalizzò su di sé tutte le attenzioni (in positivo e in negativo) di pubblico e stampa, ottenendo inoltre il suo primo contratto discografico, il festival fu il trampolino di lancio di tutta una carriera; inoltre, essendo mancante il Molleggiato originale presente in cartellone, lasciato fuori dalla polizia, la gente iniziò a identificare Celentano con questo aggettivo, grazie ai suoi movimenti impetuosi e snodati. Torquato il Molleggiato lasciò questo soprannome per continuare a farsi chiamare soltanto Jack La Cayenne.

### Il "processo al Rock and Roll"
A Celentano non andò però benissimo nel periodo immediatamente successivo al festival. Per alcuni mesi le forze dell'ordine bloccarono qualsiasi spettacolo di rock and roll, o anche solo comprendente al suo interno del rock and roll; il nome di Celentano, divenuto molto celebre, venne praticamente proibito e bandito. Dovette intervenire lo stesso ideatore del "misfatto", Bruno Dossena, proponendo alla polizia l'organizzazione di un "processo al Rock and Roll", che si tenne al Teatro Nuovo con la partecipazione dell'incriminato Celentano e di altri musicisti; il "processo", ossia una pubblica lettura da parte dello stesso Dossena di un invito ai giovani spettatori a divertirsi durante gli spettacoli ma senza creare incidenti, per poter garantire un corretto svolgimento di ogni serata, convinse; nella stessa serata, successivamente, Celentano invitò ad applaudire "ma non troppo", e si esibì con nella sua band un nuovo musicista: Giorgio Gaber; da quella nuova serata organizzata da Bruno Dossena gli spettacoli di rock and roll si moltiplicarono liberamente.

### Partecipazione a Carosello
Bruno Dossena nel 1957 partecipò, insieme a Marisa, il Quartetto Radar e Riccardo Vantellini, a una serie degli sketch della rubrica pubblicitaria televisiva su Rai1, Carosello, pubblicizzando il brandy Grand Senior delle Distillerie Fabbri.

### La morte
Dossena morì il 4 aprile 1958, al ritorno dal "Rallye del Cinema" tenutosi a Venezia; mentre percorreva l'autostrada Milano-Bergamo al volante della sua Lancia Aurelia B20, a bassa velocità per la pioggia, l'ora notturna e la vicinanza del casello di uscita, fu tamponato da un autocarro. Nella sciagura rimase gravemente ferita Marisa Oriani. Dossena aveva solo trentadue anni ed era pronto a difendere il suo titolo a Lione. Fu sepolto al cimitero maggiore di Milano.

## Memoria
Negli anni duemila, per ricordare l'artista, nasce il "Trofeo Memorial Bruno Dossena", da una idea di Michele Longo, presidente dell'associazione Happy days. Nel 2017, presso il locale Spirit de Milan, viene presentato il libro Milano Rock and Love Story di Michele Longo, in occasione del 60simo anniversario del primo Festival dei Rock and Roll.

## Filmografia
- Assi alla ribalta, regia di Ferdinando Baldi e Giorgio Cristallini (1954)